# Goffredo da Cosenza
Goffredo da Cosenza (Cosenza, circa 1215 – Gallipoli, gennaio 1269) è stato un feudatario di probabili origini normanne, barone maritali nomine del feudo di Casarano avendo sposato l'erede dello stesso feudo Adelasia Baniardo durante il regno di Federico II di Svevia.
Fu notaio reale presso la corte di Manfredi di Sicilia nonché suo segretario personale. A lui (o al suo compagno d'arme Gervasio de Matino) è attribuita da alcuni storici l'opera Historia de rebus gestis Friderici II imperatoris eiusque filiorum Conradi et Manfredi, una delle fonti più importanti per il periodo storico che va dalla morte dell'Imperatore Federico II alla caduta degli svevi nel 1269 scritta con lo pseudonimo di  Pseudo Jamsilla.

## Biografia
Non si hanno notizie sulla giovinezza di Goffredo, il suo cognome non riporta ad alcuna casata specifica in quanto Cosenza non fu infeudata né dai normanni né dagli svevi. Di certo proveniva da famiglia nobile se diventò marito della baronessa Adelasia di Casarano, feudataria di un territorio di non poca ricchezza e sostanza. 
Notizie sul personaggio si hanno solo nell'opera già citata della quale fu forse l'autore anche se questo ruolo gli è conteso, a parere di molti storici, da altri personaggi dell'epoca fra i quali il barone della vicina cittadina di Matino Gervasio de Persona del quale Goffredo è, peraltro, intimo amico e compagno in molte missioni. Viene menzionato in detta opera come segretario e familiare di Manfredi di Sicilia con incarichi spesso molto prestigiosi. Porta la sua firma come testimone il trattato fra Manfredi e la Repubblica di Venezia ed anche il trattato fra lo stesso sovrano e la Città di Pisa. Di certo fa parte della corte reale di Manfredi nella cerchia dei più intimi del sovrano. 
Strenuo difensore degli Hohenstaufen, si arroccò dopo la sconfitta di Corradino di Svevia a Tagliacozzo, a Gallipoli, insieme a buona parte dei feudatari salentini filo-svevi e lì vi trovò la morte durante l'assedio alla città da parte dell'esercito angioino, probabilmente nel gennaio del 1269.